# Індекс Dst

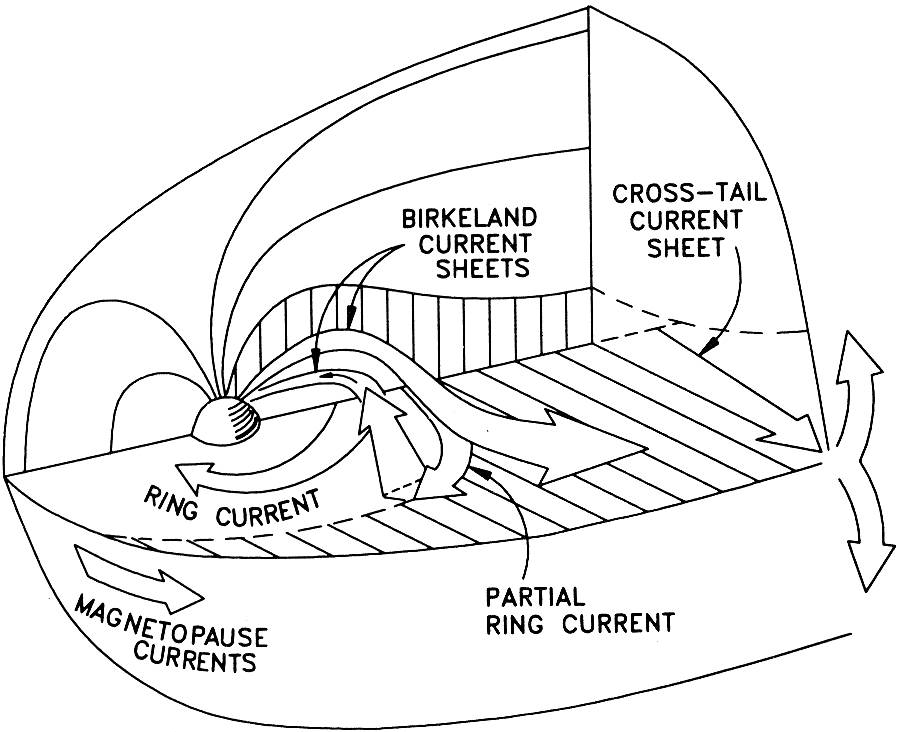
Схема струмів в магнітосфері Землі. Кільцевий струм підписаний як ring current.

Індекс Dst або кіотський індекс Dst, (англ. disturbance storm time index) — міра сили кільцевого струму Землі:115, яку використовують в дослідженнях космічної погоди. Кільцевий струм навколо Землі створює магнітне поле, протилежне магнітному полю Землі. Коли він збільшується, магнітне поле Землі слабшає, і Dst набуває все більш від'ємного значення. Зокрема, це трапляється під час магнітних бур. Зазвичай індекс Dst вимірюють в нанотеслах (нТл).

## Приклади для магнітних бур
Більший за модулем від'ємний індекс Dst вказує на сильнішу сонячну бурю. Наприклад, подія Каррінгтона 1859 року мала пік індексу Dst, який оцінювався між −800 та −1750 нТл, пік індексу Dst геомагнітної бурі травня 1921 року в сучасних роботах оцінюють у −907±132 нТл, а геомагнітна буря березні 1989 року мала пік індексу Dst −589 нТл.